# Tubeway Army
Die Tubeway Army war eine britische New-Wave-Band. Bekannt ist sie vor allem durch den Kopf der Band Gary Numan, der anschließend als Solist sehr erfolgreich war. Tubeway Army gelten als Pioniere des Synthiepop in England und hatten mit Are ‘Friends’ Electric? 1979 den ersten Nummer-eins-Hit, der dem Genre zugeordnet wird. Direkt nach dem Erfolg lösten sie sich als Band auf.

## Bandgeschichte
Sänger und Gitarrist Gary Webb und Bassist Paul Gardiner spielten bis 1976 bei der Punkband Lasers und gründeten dann zusammen mit dem Schlagzeuger Bob Simmonds die Tubeway Army. Musikalisch blieben sie zuerst beim Punk, wobei Songwriter Webb auch futuristische Klänge einfließen ließ, die seinem Interesse für Science-Fiction entsprangen. Die drei Mitglieder gaben sich auch die Kunstnamen Valerian, Scarlett und Rael. Allerdings verließ Simmonds vor dem ersten Album die Band. Jess Lidyard, ein Onkel von Webb, sprang für ihn ein. Außerdem erfand Webb für sich den Künstlernamen Gary Numan. Tubeway Army unterschrieben bei Beggars Banquet und veröffentlichten 1978 ihr nach der Band benanntes Debütalbum, das allerdings, außer einer Einladung zu Aufnahmen im Rahmen der Peel Sessions der BBC, noch wenig Aufmerksamkeit bekam.
Das änderte sich, als ein Minimoog-Synthesizer, auf den Webb in einem Aufnahmestudio gestoßen war, zum prägenden Instrument wurde. Es war insbesondere der Song Are ‘Friends’ Electric?, der den Durchbruch brachte. Der Titel spielt auf Science-Fiction-Geschichten an, die er zuvor geschrieben hatte und in denen Roboter als „Freunde“ bezeichnet wurden. Die Single erschien im Mai 1979 und stieg auf Platz eins der britischen Charts. Sie hielt sich dort vier Wochen und erreichte Goldstatus. Das wenig später veröffentlichte zweite Bandalbum Replicas folgte ihm an die Chartspitze und brachte eine zweite Goldene Schallplatte. Sowohl Single als auch Album waren international erfolgreich und konnten in weiteren europäischen Ländern und den USA Chartplatzierungen erreichen.
Nach dem großen Erfolg zog sich Lidyard, der eigentlich nur ausgeholfen hatte, zurück und besiegelte damit das Ende der Tubeway Army. Stattdessen setzte Gary Numan seine Karriere als Solist fort, wobei Paul Gardiner Teil seiner Begleitband blieb.

## Mitglieder
- Gary Numan (eigentlich Gary Webb, * 1958), Sänger, Gitarrist, Synthesizer
- Paul Gardiner (* 1958, † 1984), Bassist
- Gerald „Jess“ Lidyard (* 1950), Schlagzeuger

Gründungsmitglied
- Bob Simmonds, Schlagzeuger

## Diskografie

### Alben
| Jahr | Titel Musiklabel                               | Höchstplatzierung, Gesamtwochen, AuszeichnungChartplatzierungen (Jahr, Titel, Musiklabel, Platzierungen, Wochen, Auszeichnungen, Anmerkungen) | Höchstplatzierung, Gesamtwochen, AuszeichnungChartplatzierungen (Jahr, Titel, Musiklabel, Platzierungen, Wochen, Auszeichnungen, Anmerkungen) | Höchstplatzierung, Gesamtwochen, AuszeichnungChartplatzierungen (Jahr, Titel, Musiklabel, Platzierungen, Wochen, Auszeichnungen, Anmerkungen) | Höchstplatzierung, Gesamtwochen, AuszeichnungChartplatzierungen (Jahr, Titel, Musiklabel, Platzierungen, Wochen, Auszeichnungen, Anmerkungen) | Anmerkungen |
| Jahr | Titel Musiklabel                               | DE | AT | UK | US | Anmerkungen |
| ---- | ---------------------------------------------- | --- | --- | --- | --- | --- |
| 1978 | Tubeway Army Beggars Banquet (WEA)             | — | — | UK14 (11 Wo.)UK | — | Erstveröffentlichung: 14. November 1978 |
| 1979 | Replicas Beggars Banquet (WEA)                 | DE45 (3 Wo.)DE | — | UK1 Gold · (31 Wo.)UK | US124 (10 Wo.)US | Erstveröffentlichung: 6. April 1979 |
| 1984 | The Plan Beggars Banquet (WEA)                 | — | — | UK29 (4 Wo.)UK | — | Kompilation, enthält bis dahin unveröffentlichte Demo-Aufnahmen von 1978                                                                          |
| 1996 | The Premier Hits Beggars Banquet (Numan Music) | — | — | UK21 Silber · (3 Wo.)UK | — | Erstveröffentlichung: 18. März 1996 Kompilation, mit vier Tubeway-Army-Songs (That’s Too Bad, Bombers, Down in the Park, Are ‘Friends’ Electric?) |

### EPs
| Jahr | Titel            | Höchstplatzierung, Gesamtwochen, AuszeichnungChartplatzierungen (Jahr, Titel, Platzierungen, Wochen, Auszeichnungen, Anmerkungen) | Höchstplatzierung, Gesamtwochen, AuszeichnungChartplatzierungen (Jahr, Titel, Platzierungen, Wochen, Auszeichnungen, Anmerkungen) | Höchstplatzierung, Gesamtwochen, AuszeichnungChartplatzierungen (Jahr, Titel, Platzierungen, Wochen, Auszeichnungen, Anmerkungen) | Höchstplatzierung, Gesamtwochen, AuszeichnungChartplatzierungen (Jahr, Titel, Platzierungen, Wochen, Auszeichnungen, Anmerkungen) | Anmerkungen |
| Jahr | Titel            | DE | AT | UK | US | Anmerkungen |
| ---- | ---------------- | --- | --- | --- | --- | ----------- |
| 1985 | 1978–79 Volume 2 | — | — | UK82 (2 Wo.)UK | — |             |
| 1985 | 1978–79 Volume 3 | — | — | UK76 (2 Wo.)UK | — |             |

### Singles
| Jahr | Titel Album                      | Höchstplatzierung, Gesamtwochen, AuszeichnungChartplatzierungen (Jahr, Titel, Album, Platzierungen, Wochen, Auszeichnungen, Anmerkungen) | Höchstplatzierung, Gesamtwochen, AuszeichnungChartplatzierungen (Jahr, Titel, Album, Platzierungen, Wochen, Auszeichnungen, Anmerkungen) | Höchstplatzierung, Gesamtwochen, AuszeichnungChartplatzierungen (Jahr, Titel, Album, Platzierungen, Wochen, Auszeichnungen, Anmerkungen) | Höchstplatzierung, Gesamtwochen, AuszeichnungChartplatzierungen (Jahr, Titel, Album, Platzierungen, Wochen, Auszeichnungen, Anmerkungen) | Anmerkungen                            |
| Jahr | Titel Album                      | DE | AT | UK | US | Anmerkungen                            |
| ---- | -------------------------------- | --- | --- | --- | --- | -------------------------------------- |
| 1979 | Are ‘Friends’ Electric? Replicas | DE23 (16 Wo.)DE | AT12 (8 Wo.)AT | UK1 Gold · (16 Wo.)UK | — | Erstveröffentlichung: 4. Mai 1979      |
| 1983 | That’s Too Bad –                 | — | — | UK97 (2 Wo.)UK | — | Erstveröffentlichung: 10. Februar 1978 |

Weitere Singles
- Bombers (1978)
- Down in the Park (1979)